# HD102435
HD102435 — хімічно пекулярна зоря спектрального класу A4, що має видиму зоряну величину в смузі V приблизно  7,3.
Вона  розташована на відстані близько 374,5 світлових років від Сонця.